# Plzeň-město (distrito)
Okres Plzeň-město é um distrito da República Checa na região de Pilsen, com uma área de 261 km² com uma população de 191 048 habitantes (2009) e com uma densidade populacional de 730 hab/km².

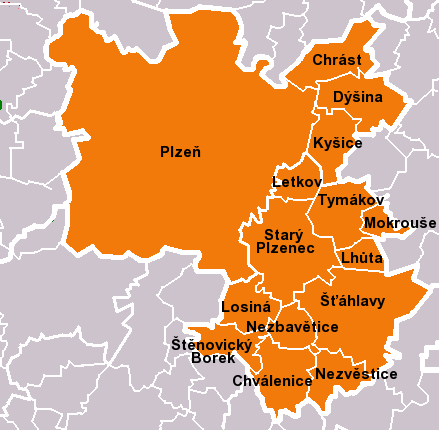